# Kamenný obchod
Kamenný obchod je taková forma maloobchodního prodeje, která pro svou činnost používá prostory přístupné zákazníkům, jako jsou budovy, pronajaté místnosti, stánky nebo kiosky. Tento termín se používá, přestože většina prostor není vystavěna z kamene, ale z cihel, panelů, nebo jiných modernějších materiálů. Tento pojem se používá vždy tam, kde zákazník přichází přímo do provozovny prodejce a jedná s prodavači. To platí i tehdy, kdy objednávka je učiněna přes internet nebo písemně. Některé internetové obchody využívají kamenné obchody jako místa výdeje zboží.
Pojem kamenný obchod se používá v kontrastu k pojmu internetový obchod, při kterém se obchoduje v on-line systému, nikoli v interakci s lidmi.